# Pacto Roca-Runciman

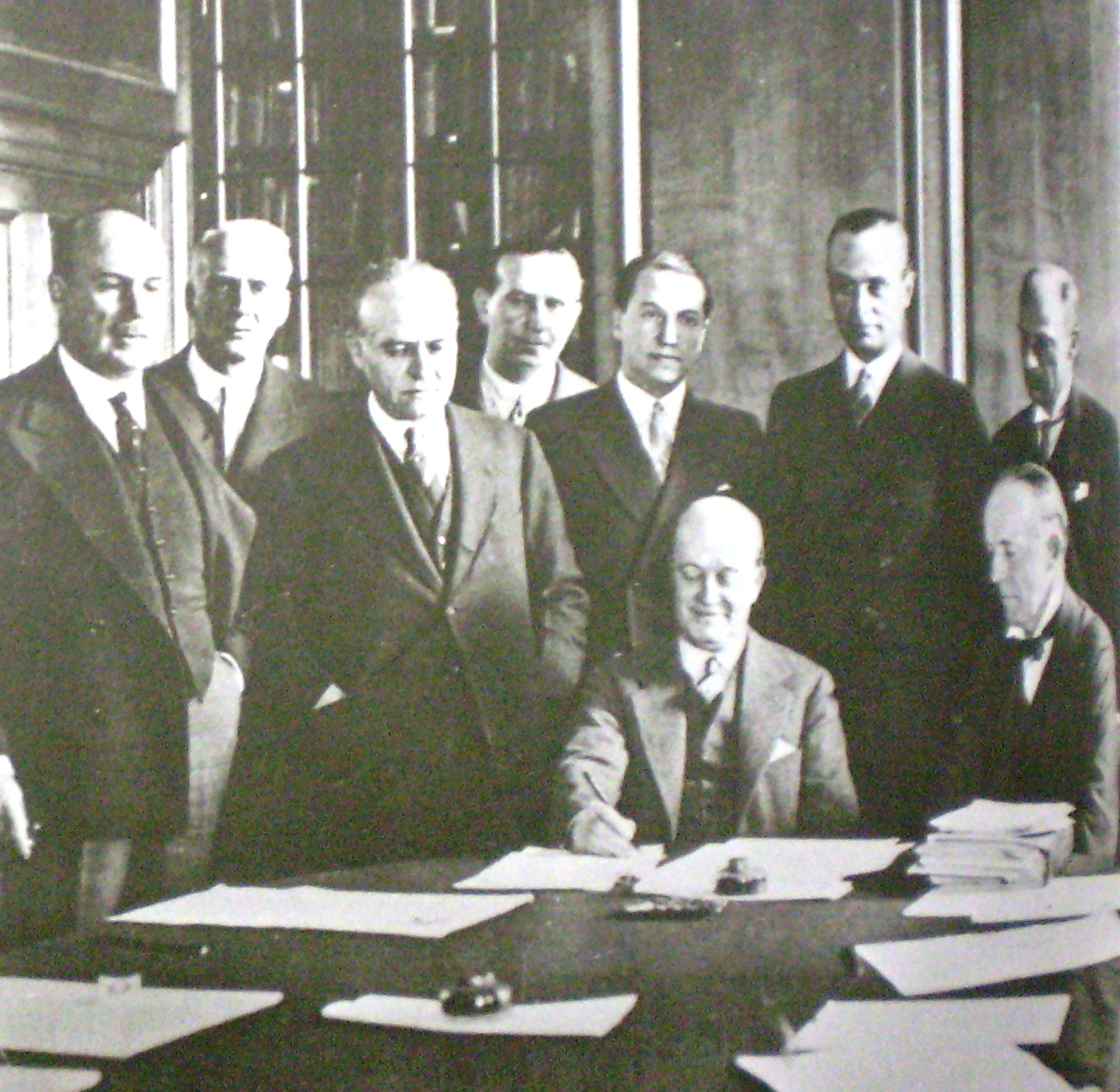
El vicepresidente de Argentina, Julio A. Roca (h), visando el borrador del tratado en compañía de Walter Runciman, en la sala de conferencias del Ministerio de Comercio

El Pacto Roca-Runciman fue un controvertido acuerdo de comercio internacional celebrado el 1 de mayo de 1933 entre la República Argentina y el entonces Imperio británico. Este pacto surgió en el contexto de la crisis económica mundial desencadenada por la Gran Depresión de 1929: el Reino Unido había adoptado medidas destinadas a privilegiar las importaciones provenientes de sus colonias y dominios, lo que puso en riesgo la continuidad de las exportaciones argentinas, especialmente de carne vacuna, uno de los principales productos de su balanza comercial. Ante este escenario, el gobierno argentino, encabezado por el vicepresidente Julio Argenitno Roca (hijo), buscó asegurar el acceso preferencial al mercado británico mediante negociaciones que desembocaron en la firma del pacto.
El pacto tuvo como fin establecer nuevas condiciones para que la Argentina pudiera seguir exportando carne vacuna hacia Reino Unido; aunque a cambio de importaciones concesiones económicas y políticas que generaron intensos debates en el país sobre la soberanía y el rumbo de su política exterior; el tratado tuvo fuertes repercusiones públicas que desencadenaron en un conflicto político, a raíz de las denuncias del senador Lisandro de la Torre.
El legado del pacto (o tratado) ha sido altamente negativo según la gran mayoría de los historiadores argentinos y latinoamericanos: gracias al mismo, los exportadores británicos obtuvieron mayores beneficios que los argentinos: con la simple promesa de comprar carne argentina a los niveles reducidos de la época de la Depresión, Argentina acordó reducir los aranceles de casi 350 productos británicos a los de 1930 y abstenerse de imponer aranceles a las principales importaciones, como el carbón, deteriorando la economía nacional de manera indisimulable.

## Antecedentes
En la década de 1920, luego de la Primera Guerra Mundial, Estados Unidos había comenzado a disputarle al Imperio británico la hegemonía como potencia mundial financiera y manufacturera. Su presencia en el mercado argentino aumentaba frente a la británica, dándose en esta década un comercio triangular en el que Argentina exportaba materias primas a Gran Bretaña siendo superavitaria comercialmente, mientras importaba productos manufacturados de Estados Unidos, de quien era deficitaria. Esta situación generaba preocupación tanto en Argentina como en Gran Bretaña, que veían una amenaza en el avance estadounidense, ya que los productos argentinos no eran comprados por los Estados Unidos y lentamente iban descendiendo debido a los problemas económicos que tenían luego de la Segunda Guerra Mundial. A pesar de esto, a su turno material, militar y diplomático la Argentina era, para los años ‘30 y en comparación con sus pares de América Latina, una potencia regional influyente y asertiva. El aumento de los aranceles de los demás compradores europeos, la competencia con otros países y la baja de los precios ganaderos, deteriorando la relación con su histórico comprador, mientras que Gran Bretaña sufría un fuerte déficit comercial respecto a Argentina que cada vez compraba menos sus productos industriales.
Con la llegada de Hipólito Yrigoyen, el gobierno argentino comenzó a negociar un acuerdo comercial con Gran Bretaña conocido como D'Abernon-Oyhanarte, que estipulaba un aumento en la compra de carnes y granos argentinos a cambio de la exclusividad en la compra de material ferroviario y el compromiso de atender una serie de cuestiones, como el otorgamiento de extensiones a los ferrocarriles, la concesión de subterráneos, la construcción de elevadores y caminos por empresas británicas. A pesar de ser aprobada por la Cámara de Diputados el proyecto no logró pasar el Senado debido en gran parte al estallido de la crisis internacional a fines de 1929 y a la parálisis que vivió el Congreso durante el yrigoyenismo. En su discurso ante el Senado, el ministro de relaciones exteriores Horacio Oyhanarte exclamó:

"Tenemos con el pueblo inglés una grave deuda moral que nos es grato confesarla. Cuando todavía éramos una expresión imprecisa … Inglaterra llegó a nosotros trayéndonos el aporte de su fe, de su confianza, depositando aquí sus capitales ... Trazando las primeras líneas de los ferrocarriles, alrededor de los cuales, como vertebrado en columnas, se fue realizando paulatinamente el progreso de nuestra Nación".

Con la Gran Depresión que se desató como consecuencia del Jueves Negro de 1929, Gran Bretaña, principal socio económico internacional de la Argentina, tomó medidas tendientes a proteger el incipiente mercado de carnes en la Commonwealth, en beneficio del tambaleante Imperio británico. Así, en la Conferencia de Ottawa, decidió privilegiar la compra de carne sus colonias y dominios, particularmente Canadá, Australia, Nueva Zelanda y Sudáfrica, entre otras. Esta medida afectó particularmente a la Argentina, que a fines de la década de 1910 cubría el 90% de las importaciones de carne británicas.

## Negociación, firma y aprobación
Cuando se negoció el pacto, Argentina se encontraba en una recesión en el contexto de la Gran Depresión, había decidido no defaultear sus deudas, había salido del patrón oro, y estaba bajo un esquema de tipo de cambio fijo (el peso estaba atado al dólar y al franco francés). Contando con reservas limitadas, el gobierno había establecido un régimen de control de cambios, mediante el cual priorizaba la salida de divisas para pagar deudas estatales, limitando su entrega a los importadores. Pero, como no se impidió que estos tomaran compromisos en moneda extranjera, terminaron acumulando deuda con empresas británicas, que no podían pagar precisamente por el flujo restringido de divisas.
En ese contexto, era claro cuáles serían los objetivos de cada país en una negociación: Argentina necesitaba recuperar su exportación de carne a Gran Bretaña, y ella requería que se desbloquearan los dividendos a sus inversiones en Argentina.
Así, para perseguir esos objetivos y evitar que la política comercial del Reino Unido afectara la balanza comercial de Argentina, el 28 de octubre de 1932 una misión encabezada por el presidente de la Nación Argentina, Agustín Pedro Justo, llegó a Londres. La integraron, entre otros, Raúl Prebisch (economista y asesor de los ministros de Agricultura y Hacienda de la Nación) y Miguel Ángel Cárcano (diputado nacional). Fue recibida por Eduardo de Windsor, príncipe de Gales y futuro rey.
Seguidamente, el 1 de mayo de 1933 se firmó el tratado Roca-Runciman, entre el vicepresidente de la República Argentina, Julio Argentino Roca (hijo) y el encargado de negocios británico, Walter Runciman.  El Reino Unido se comprometió a importar cuotas mínimas de carne, y, como contrapartida, Argentina aceptó la liberación de impuestos para productos británicos, el establecimiento de un tipo de cambio preferencial para las importaciones británicas, y la corrección de su régimen de control de cambios. Además, Argentina obtuvo un préstamo en libras a una tasa del 4% para hacer frente al pago de sus deudas pendientes con Gran Bretaña. Al mismo tiempo, tomó el compromiso de no habilitar frigoríficos de capitales nacionales, favoreciendo a los británicos - que ya eran la mayoría
Finalmente, el Pacto Roca-Runciman fue aprobado por el Congreso de la Nación Argentina el 28 de julio de 1933, mediante la sanción de la Ley 11.693. Aun así, las negociaciones continuaron, y unos meses después se firmó un Convenio Complementario para resolver detalles que habían quedado pendientes.
Poco después, en 1935 se creó el Banco Central de la República Argentina con competencias para emitir billetes y regular las tasas de interés bajo la conducción de un directorio con fuerte composición de funcionarios del Imperio británico. No obstante todas estas concesiones, se le adjudicó además al Reino Unido el monopolio de los transportes de Buenos Aires.

## Puntos principales de negociación
El Pacto Roca-Runciman garantizaba a la Argentina una cuota estable de exportación de carne vacuna al mercado británico, equivalente a la cantidad exportada en 1932, que había sido uno de los niveles más bajos registrados durante la Gran Depresión. Esta medida buscaba consolidar el vínculo comercial con el Reino Unido en un contexto internacional adverso, en el cual las restricciones proteccionsitas ponian en riesgo la inserción de la producción argentina en los mercados externos. 
Entre las cláusulas más importantes se destacan las siguientes 
1. Cuotas de exportación de carne: la Argentina se aseguraba una cuota de exportación no menor a 390 000 toneladas de carne enfriada hacia el Reino Unido.[11]
2. Empresas frigoríficas: el 85% de las exportaciones de este país debían realizarse a través de frigoríficos extranjeros. El Reino Unido estaba dispuesto a permitir la participación de hasta un 15% de frigoríficos argentinos en la cuota de carne (ya cubierta casi toda por el Frigorífico Gualeguaychú y el Municipal de Buenos Aires). Esta cláusula evidenciaba la subordinación del capital nacional frente a los intereses de las empresas extrajeras que controlaban el comercio cárnico[11]
3. Trato preferencial a empresas británicas: la Argentina dispensaría a las empresas británicas "un tratamiento benévolo que tendiera a asegurar el mayor desarrollo económico del país y la debida y legítima protección de los intereses ligados a tales empresas". Esto planteaba una garantía de estabilidad jurídica y económica para las inversiones británicos en sectores claves como los transportes, los servicios públicos y el sistema financiero.[11]
4. Control de cambios y repatriación de capitales: mientras hubiera control de cambios en la Argentina (límite del capital dispuesto para importaciones), todo lo que Gran Bretaña pagara por compras en la Argentina, podía volver al país deduciendo un porcentaje para pagos de deuda externa. Esta disposición beneficiaba a Gran Bretaña, al asegurarle un flujo constante de divisas sin restricciones significativas.[11]
5. Libertad de aranceles y frenos: la Argentina mantendría libres de aranceles el carbón y demás mercaderías que se importaban en ese momento exentas de impuestos, comprometiéndose a comprar en Gran Bretaña el total del carbón que consumía. Esto reforzaba la dependencia comercial en un sector estratégico para la industria y los transportes. Además, la Argentina se comprometía a no aumentar los aranceles aduaneros existentes.

## Recepciones
Tanto en Inglaterra como en Argentina el tratado despertó múltiples opiniones. En Inglaterra, personajes como Lord Beaverbrook del Daily Express se opusieron a un acuerdo extra imperial, distinto de la Conferencia de Ottawa. Lord Beaverbrook es parte de los sectores que denunciaban el tratado como un “pacto negro”.
En Argentina, Lisandro De la Torre, diputado de Santa Fe por el Partido Demócrata Progresista, también usó  la Conferencia de Ottawa para criticar al tratado Roca Runciman. De la Torre critica la “mediocridad intelectual” de los firmantes por no conseguir los beneficios que Inglaterra atribuía a los otros países de la Commonwealth. El diputado llama al convenio un fracaso diplomático y comercial por no ofrecerle nada a Argentina. Mientras De la Torre desaprueba el acuerdo por no conseguir mucho, otros en cambio, como los hermanos Irazusta, lo desaprueban por su excesiva intervención local. Julio y Rodolfo Irazusta, periodistas y políticos argentinos, argumentan que el pacto significa la transformación de Argentina en una colonia informal o colonia económica.
Rodolfo Puiggoros, historiador argentino, retoma el argumento de dependencia económica, para alegar que el pacto fuerza a la Argentina a permanecer en la posición de deudor, aun cuando es el producto de carne. El autor, desde una posición marxista, argumenta sobre una conspiración entre el gobierno inglés, los frigoríficos angloyanqiuis, la Sociedad Rural Argentina y el gobierno argentino en contra de los intereses nacionales.
Desde el socialismo, el diputado Repetto se opone porque ve el acuerdo como “estadista” y contradice la tradición librecambista del país. En su mirada ir en contra de la apertura económica era perjudicial.
En el debate parlamentario, el ministro de Obras Públicas Manuel Ramón Alvarado defiende el tratado para otorgarle seguridad en el futuro cercano a las agroindustrias. En un contexto de creciente competitividad con otros países, el tratado significaba venta, y por ende ganancias, aseguradas. El Vicepresidente Roca (h) en un discurso en la Bolsa de Comercio el 3 de junio de 1933 argumentó que su pacto traería estabilidad a la industria ganadera y protección eficiente a la agricultura, sin amenazar a la industria nacional.  

## Consecuencias
Con motivo del Pacto Roca-Runciman, el vicepresidente argentino, Julio Argentino Roca (hijo), realizó la siguiente declaración:

"La geografía política no siempre logra en nuestros tiempos imponer sus límites territoriales a la actividad de la economía de las naciones. Así ha podido decir un publicista de celosa personalidad que la Argentina, por su interdependencia recíproca es, desde el punto de vista económico, una parte integrante del Imperio Británico".

La frase fue pronunciada con motivo de los acuerdos entre Argentina y Gran Bretaña, en el agasajo que la delegación argentina le ofreció al príncipe de Gales, en el Club Argentino de Londres, en Dorchester House. 
Formó parte de una serie de declaraciones similares y tradicionalmente ha sido considerada por parte de la historiografía argentina como una frase humillante para la Argentina.
La frase original incluía las palabras

"... y solo se trata de una opinión ajena..."

con lo que algunos historiadores han entendido que su objetivo solo era resaltar la importancia de la relación entre ambos países y no expresar una subordinación de la Argentina a Gran Bretaña.
Por su lado, el economista de origen tucumano Raúl Prebisch, el cual era un asesor del propio Roca, llegó a afirmar lo siguiente al respecto:

"Sigo estimando, y puedo demostrarle a quien quiera, que el acuerdo era lo único que podía hacerse para la exportación argentina del desastre de la gran recesión mundial. No fue un acuerdo dinámico. Fue un acuerdo de defensa, en un mundo económico internacional que se contraía".

En 1935, el ministro de Hacienda Alberto Hueyo fue reemplazado por Federico Pinedo, quien había criticado el Pacto Roca-Runciman por no ser un acuerdo bilateral, sino una “obligación unilateral argentina”. Pinedo junto a su secretario Raúl Prebisch, impulsaron medidas que implicaron la participación del Estado en la economía, siguiendo la línea de los postulados de Keynes. Esto generó la quiebra de la libertad absoluta de mercado, pero se logró detener la crisis.
Varios grupos de la elite consideraban que su destino estaba ligado a la situación inglesa, que en la práctica se encontraba en declinación, lo que afectaba al abastecimiento de la demanda argentina.  La Comisión de Control de Cambios dirigida por Prebisch, estableció un sistema de cambios que encarecio la compra de productos extranjeros, pero a la vez, sentaba buenas condiciones para las empresas en el país.
No obstante, el extraño manejo en las exportaciones de carne motivó a De la Torre a conformar una Comisión de Investigaciones, que demostró la confabulación entre los funcionarios gubernamentales y los empresarios británicos para evadir impuestos. El 23 de julio de 1935, Lisandro de la Torre, senador por Santa Fe, denunciaba en la cámara las consecuencias del Pacto Roca-Runciman, firmado en 1933. Los ministros de Agricultura, Luis Duhau, y de Hacienda, Federico Pinedo, concurrieron durante 13 días consecutivos al Senado para contestar los cargos. En un momento, de la Torre abandonó su banca y se dirigió hacia la mesa ministerial, donde fue empujado por Duhau y cayó de espaldas. El senador Enzo Bordabehere se dirigió hacia el sitio donde se hallaba su compañero de banca. En ese momento apareció detrás de Bordabehere un matón a sueldo y expolicía ligado a Luis Duhau, Ramón Valdez Cora, quien apuntó con un revólver y le disparó dos proyectiles en la espalda de Bordabehere, asesinándolo en pleno recinto.

Los reclamos entonces postulados por De la Torre para renegociar el Pacto Roca-Runciman fueron acallados por el asesinato del senador Bordabehere en el Senado de la Nación.
| Año  | Importaciones de Argentina | Exportaciones de Argentina |
| ---- | -------------------------- | -------------------------- |
| 1927 | 19.4                       | 28.2                       |
| 1930 | 19.8                       | 36.5                       |
| 1933 | 23.4                       | 36.6                       |
| 1936 | 23.6                       | 35.0                       |
| 1939 | 22.2                       | 35.9                       |

Fuente: Colin, Lewis - Anglo-Argentine Trade 1945-1965.
Citado en Argentina in the Twentieth Century, por David Rock (Londres, 1975), p. 115

### Impacto en las importaciones
El Pacto Roca-Runciman tenía como objetivo beneficiar las importaciones de Reino Unido y desalentar las Norteamericanas. Se esperaba que los efectos fueran observados a partir de ese momento. Sin embargo, la reducción de Estados Unidos frente a sus competidores británicos se observa antes de 1933. Al tomar las importaciones a valor tarifa, es posible ver que el cambio a favor de los ingleses ya se había producido en 1932. En 1935, la modificación no es considerable y posteriormente, se registra un descenso de la participación británica. En otras palabras, el tratado Roca-Runciman no se traduce en un cambio en el origen de las importaciones.